# Theridion negebense
Theridion negebense är en spindelart som beskrevs av Levy och Amitai 1982. Theridion negebense ingår i släktet Theridion och familjen klotspindlar.
Artens utbredningsområde är Israel. Inga underarter finns listade i Catalogue of Life.